# Distretto di Nong Muang Khai
Il distretto di Nong Muang Khai (in thailandese: หนองม่วงไข่) è un distretto (amphoe) della Thailandia, situato nella provincia di Phrae.